# WaveLab
WaveLab ist ein professioneller Audioeditor, der seit seiner Einführung in der Mitte der 1990er Jahre durch den französischen Musiker und Programmierer Philippe Goutier entwickelt wird. WaveLab wird über das Unternehmen Steinberg vertrieben und wird vor allem in der professionellen Studiotechnik und in der digitalen Postproduktion von Musik und anderem Audiomaterial verwendet. Wavelab verfügt über die Plug-in-Schnittstellen VST und DirectX, sowie interne Effekte wie zum Beispiel Dithering. Neben der klassischen Schnittfunktion, d. h. dem Schneiden von digitalen Audiodateien, bietet die Software Werkzeuge zur Analyse, Modifikation, sowie zur Verarbeitung von mehreren Dateien gleichzeitig.
Genutzt werden kann es für Aufnahme und Nachbearbeitung in allen gängigen Formaten, d. h. im Mastering- und Postproduktionsbereich für Audiomontagen und einzelne Audiodateien. Ab Version 5 unterstützt WaveLab für WAVE-Dateien bis zu 8 Kanäle bei einer maximalen Abtastrate von 32 bit/192 kHz. Seit der Version 9 unterstützt es eine Abtastrate von maximal 384 kHz. WaveLab bietet außerdem Möglichkeiten zum Premastering von Audio-CDs und DVD-Audio.
Im Arbeitsmodus Audiomontage können Audiodateien bearbeitet werden, ohne dass diese permanent verändert werden (sogenanntes „non destructive editing“). Mit so erstellten Montagen können CDs, DVDs oder einzelne Audiospuren gemastert werden.
Im- und Export verschiedener Formate mit Anpassung von Bit-Tiefe und Abtastrate ist möglich. Dies umfasst sowohl intern unterstützte Formate als auch solche, die über einen ACM-Filter verwendet werden können. Audio-CD- und DVD-Audio-Spuren können direkt im Programm importiert werden. Weitere Funktionen umfassen eine Stapelverarbeitung und -encodierung sowie einen umfangreichen Software-Signalgenerator.
Die erste Version des Programms kam 1995 auf den Markt, die aktuelle Version ist WaveLab 12. Zusätzlich erhältlich sind abgespeckte Versionen des Programms, die zwar günstiger sind als die Vollversion, aber auch eingeschränkt im Funktionsumfang.